# Louis Billot
Louis Billot (Sierck-les-Bains, Lorena, 1842 — Galloro, Laci, 1931) va ser un teòleg i cardenal francès.
Va ser professor a Angers i a la Universitat Gregoriana de Roma. Va abanderar el moviment tomista impulsat pel papa Lleó XIII i s'oposà al modernisme. Va haver de dimitir del seu càrrec per la seva vinculació amb Action Française, un parit polític nacionalista i monàrquic.